# Грб Социјалистичке Републике Македоније
Грб Социјалистичке Републике Македоније усвојила је 27. јула 1946. године влада Социјалистичке Републике Македоније. Заснован је на државном амблему РФС Југославије.
Штит чине планине Шар, река Вардар и језеро Оцрида са излазећим сунцем у позадини, које загрљају два снопа пшенице, лишћа дувана и мака (који представљају пољопривреду) окружени црвеном траком. Изнад скупа налази се црвена звезда петокрака са златним обрубом (симбол социјализма).

## Историја
Тренутни амблем је ревидирана верзија оног који је 27. јула 1946. године усвојила Скупштина Народне Републике Македоније. Првобитна верзија из 1946. године приказивала је планине Пирин, које су део регије Македонија, да симболизује будућу „Уједињену Македонију“ као део нове балканске федерације. Амблем је створио Василије Поповић-Цицо. Након раскида Југославије са Совјетским Савезом 1948. године, Совјетски Савез није приморао Бугарску и Албанију да формирају балканску федерацију са Југославијом и концепт Уједињене Македоније као дела такве федерације више није био реалан.
Два дана након усвајања, симболика тог уређаја описана је у новинама Нова Македонија, како следи:
[Грб] Народне Републике Македоније симбол је слободе и братства македонског народа и богатства македонске земље. Петокрака звезда симболизује Народноослободилачки рат којим је македонски народ изборио слободу. У центру је планина Пирин, највиша планина у Македонији која је у прошлости била средиште ратова за национално ослобођење. Река приказана у амблему је река Вардар, најпознатија македонска река у републици. Пирин и Вардар истовремено симболизују јединство свих делова Македоније и идеал нашег народа за национално јединство.
Верзија под надзором је уставно одобрена Уставом Народне Републике Македоније од 31. децембра 1946.